# Tatankaceratops

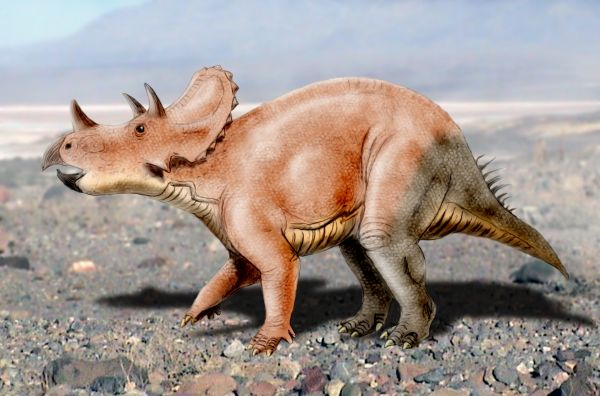
Tatankaceratops sacrisonorum

Tatankaceratops sacrisonorum is een plantenetende ornitischische dinosauriër, behorend tot de groep van de Ceratopia, die tijdens het late Krijt leefde in het gebied van het huidige Noord-Amerika.

## Naamgeving en vondst
De soort is in 2010 benoemd en beschreven door Peter Larson en Christopher Ott. De geslachtsnaam verbindt tatanka, het Lakota-woord voor bizon, een verwijzing naar de overeenkomende grootte tussen beide dieren, met het Klassiek Griekse keratops, "hoorngezicht", een gebruikelijk element in de namen van ceratopiërs. De soortaanduiding eert de ontdekkers, de tweelingbroers Stan and Steve Sacrison, amateurpaleontologen die begin 21e eeuw de resten van de soort opgroeven. De geslachtsnaam is mede een humoristische verwijzing naar het feit dat de ene broer in Buffalo woont, de ander in Bison.
Het fossiel, holotype BHI-6226, is in Harding County in South Dakota gevonden in lagen van de Hell Creek-formatie die 65,5 miljoen jaar oud zijn, laatste Maastrichtien. Het bestaat uit een fragmentarische schedel met een stuk onderkaak en verder enkele wervels. Bewaard gebleven zijn het os rostrale, de praemaxilla, neusbeenderen met neushoorn, de bovenkant van de oogkas met wenkbrauwhoorn, het jukbeen met epijugale, het wandbeen dat de onderkant van een nekschild vormt en van de onderkaak het predentale. Daarnaast zijn er drie halswervels en negen ruggenwervels gevonden. Het fossiel is geprepareerd in het Black Hills Insititute geleid door Larson.
In 2011 stelde Nicholas Longrich dat Tatankaceratops een bizarre mengeling van juveniele en volwassen kenmerken van Triceratops vertoont en dus vermoedelijk een exemplaar van die laatste soort is met een ontwikkelingsstoornis. Het zou echter een aparte dwergsoort kunnen zijn.

## Beschrijving
Het fossiel is in de benoemende publicatie kort beschreven. De schedel heeft een geschatte lengte van ongeveer negentig centimeter. De algemene vorm lijkt sterk op die van Triceratops die gelijktijdig in hetzelfde gebied voorkwam. Dat het toch om een aparte soort gaat, leidden de beschrijvers af uit de geringe grootte: het betreft volgens hen een volwassen of althans subadult exemplaar maar de lengte is minder dan de helft van de grootste individuen van Triceratops. De lengte van Tatankaceratops bedroeg daarmee vermoedelijk niet meer dan een drie à vier meter en het gewicht hoogstens twee ton, waarschijnlijk nog een stuk lager.
Een verschil met Triceratops bestaat ook in de lengte en proporties van de hoorns: de neushoorn is even lang als de wenkbrauwhoorns, ongeveer vijftien à twintig centimeter, terwijl bij zijn grotere verwant de wenkbrauwhoorns veel langer zijn. De wenkbrauwhoorns van Tatankaceratops staan ook meer naar achteren en zijn vrijwel verticaal gericht. De beschrijvers reconstrueerden de schedel van Tatankaceratops met een langere snuit, lager nekschild en boven de schedel uitstekende oogkassen.
Doordat de schedelbeenderen los gevonden zijn, kon hun mate van vergroeiing niet goed worden vastgesteld. Het ontbreken van beenderen van de ledematen betekent dat er ook geen groeilijnen geteld konden worden. Andere onderzoekers hebben daarom gesuggereerd dat Tatankaceratops geen aparte soort was maar slechts een jonge triceratops zou vertegenwoordigen

## Fylogenie
De beschrijvers deden geen definitieve uitspraken over de fylogenie van Tatankaceratops maar achtten een plaatsing in de Chasmosaurinae zeer waarschijnlijk, in een meer basale positie dan Triceratops.